# Sans foi ni toit
 (mai 2019).
Si vous disposez d'ouvrages ou d'articles de référence ou si vous connaissez des sites web de qualité traitant du thème abordé ici, merci de compléter l'article en donnant les références utiles à sa vérifiabilité et en les liant à la section « Notes et références ».
Sans foi ni toit (France) ou Femme de peu de foi (Québec) (She of Little Faith) est le 6e épisode de la saison 13 de la série télévisée d'animation Les Simpson.

## Synopsis
Bart se commande une fusée miniature, quand il voit la publicité à la télé.
Se faisant humilier par Flanders, qui construit une fusée qui marche parfaitement, alors que la leur explose à chaque essai, Homer engage ses potes mathématiciens qu'il avait rencontré à l'université, pour construire une superbe fusée. Hélas, le hamster que Bart et Homer ont mis dedans, préfère s'éjecter, plutôt que de tenter de corriger la trajectoire de l'engin lorsqu'il bugue. C'est ainsi que la fusée détruit l'église presbytérienne de Springfield.
Alors que le conseil paroissial se réunit pour réfléchir à comment trouver des fonds pour réparer leur église, arrive Mr Burns, qui leur propose un marché.
L'église est sublimement réparée, avec des jardins sur le devant, un Jésus au lasso sur le fronton, et des super sièges. Mais il y a aussi des pubs partout, et un marchand qui propose d'échanger de l'argent, ce qui ne manque pas de titiller Lisa, qui dit : « C'est la pire chose qui pouvait arriver. »
C'est lors de la lecture de l'évangile que la colère de Lisa éclate, car elle est lue par la mascotte d'une société de livraison de pizza. Lisa s'en va et décide alors de chercher une autre religion.
Elle finit par tomber sur un temple Bouddhiste, où il y a Lenny et Carl, et Richard Gere.
Pendant ce temps, Marge essaye de tout faire pour ramener Lisa dans le giron de son église, et n'hésite pas à employer des moyens de pressions assez... étonnants de la part de Marge.
Mais finalement, Lisa, grâce à Richard Gere, comprend qu'en étant bouddhiste, elle peut aussi participer à Noël avec sa famille.
 Et tout se finit bien, sauf une petite question de Lisa à Marge, petite question dérangeante...

## Guest Star
- Richard Gere (Personnage et VO)

## Référence culturelles
- Quand Homer chante dans la salle de bain il reprend Whip It de Devo (cela se voit mieux dans la version originale).
- Lors du lancement de la fusée de Ned il dit à Homer "Bienvenue au centre spatial Ned au cap Flanderaveral" un jeu de mots de Cap Canaveral et Centre spatial Kennedy.
- La fusée lancée par les intello ressemble à la fusée Saturn V.
- Il y a 2 références à Apollo 13, la scène où le hamster passe le portique, et les habits de Homer ressemblent à ceux qu'avait Clint Howard.
- Lors de la rénovation de l'église, Jésus est représenté avec un lasso comme l'enseigne du cow-boy des State Lines Casino. Il peut faire aussi référence au Jésus en face de l'église dans le film Dogma.
- La publicité dans l'église où est noté Let's Get Fiscal Financial Services est une référence à la chanson Lets Get Physical de Olivia Newton-John.
- Un des divertissements comprend la peinture La Cène, où Bart pose à l'endroit de la tête de Jésus pour faire des photos.
- Les vêtements que porte la femme de l'astronaute, lorsque ce dernier lui fait ses adieux, sont une référence aux habits que portait Jacqueline Bouvier Kennedy lors de l'assassinat de son mari.